# 疏裂岩蕨
疏裂岩蕨（学名：Woodsia frondosa）为岩蕨科岩蕨属下的一个种。

## 扩展阅读
- 維基物種上的相關：疏裂岩蕨